# Bolivien-Nachtaffe

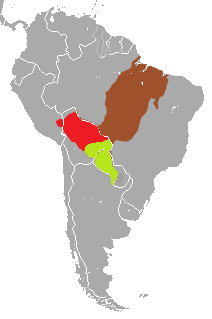
Das Verbreitungsgebiet des Bolivien-Nachtaffen
Brasilianischer Nachtaffe
Azara-Nachtaffe

Der Bolivien-Nachtaffe (Aotus boliviensis) ist eine Primatenart aus der Familie der Nachtaffen (Aotidae), der im Norden und im Zentrum von Bolivien und in einer kleinen Region im Südosten von Peru vorkommt. Das Verbreitungsgebiet der Art wird im Osten vom Rio Guaporé, im Norden vom Río Madre de Dios und Río Inambari, im Westen von den Anden und im Süden durch das großflächige Feuchtgebiet Bañados de Izozog begrenzt.

## Merkmale
Die Affenart ist relativ klein und erreicht ein Durchschnittsgewicht von 1,2 kg. Verglichen mit dem nah verwandten Azara-Nachtaffen (Aotus azarae) ist das Fell des Bolivien-Nachtaffen relativ kurz. Es ist auf dem Rücken olivfarben und auf den Außenseiten von Armen und Beinen grau. Mit Ausnahme des nach oben immer breiter werdenden Stirnstreifens sind die schwarzen Gesichtsmarkierungen sehr schmal. Zwischen den Schultern haben die Affen eine auffälligen Haarwirbel.

## Lebensraum und Lebensweise
Der Bolivien-Nachtaffe kommt in feuchten, tropischen Primärregenwäldern und Sekundärwäldern vor, sowohl in Terra-Firme-Wäldern als auch in der Várzea, und ist auch in der Lage in durch Holzeinschlag fragmentierten Wäldern zu überdauern. Am östlichen Abhang der Anden lebt er bis in Höhen von 1250 bis 2000 Metern. Wie andere Nachtaffen ist er vor allem dämmerungs- und nachtaktiv und ernährt sich vor allem von Früchten, daneben von Blättern und Insekten. Bolivien-Nachtaffen sind monogam und leben in kleinen Familiengruppen, die 2 bis 5 Individuen umfassen, bestehend aus einem Paar und dem Nachwuchs verschiedenen Alters. Die Familiengruppen leben in kleinen, wenige Hektar umfassenden Territorien, die sich mit den Revieren benachbarter Gruppen überschneiden. Die Weibchen gebären in der Regel alle 8 bis 10 Monate ein einzelnes Jungtier, das nach der Geburt vor allem vom Vater umsorgt wird.

## Systematik
Der Bolivien-Nachtaffe wurde erstmals im Jahr 1907 durch den US-amerikanischen Zoologen Daniel Giraud Elliot beschrieben. Lange Zeit galt er als Unterart des Azara-Nachtaffen (Aotus azarae) und bekam erst im Februar 2022 im Rahmen einer Studie zur Systematik und Biogeografie der Nachtaffen den Status einer eigenständigen Art. Innerhalb der Nachtaffen gehört der Bolivien-Nachtaffe zum südlichen Artenschwarm, der sich erst im Pleistozän in verschiedene Arten aufgespalten hat.

## Gefährdung
Über eine mögliche Gefährdung des Bolivien-Nachtaffen kann die Internationale Union zur Bewahrung der Natur (IUCN) keine Angaben machen, da zu wenig Daten vorliegen (Data Deficient). Wie viele andere südamerikanische Affenarten beeinträchtigen die Entwaldung, um Acker- oder Weideland zu gewinnen, Waldbrände und der Bergbau den Lebensraum der Art. Hin und wieder werden einzelne Tiere zur Gewinnung von Bushmeat geschossen oder gefangen, um als Heimtiere gehalten zu werden.